# Monognathus rosenblatti
Monognathus rosenblatti is een straalvinnige vissensoort uit de familie van eenkaaksalen (Monognathidae). De wetenschappelijke naam van de soort is voor het eerst geldig gepubliceerd in 1987 door Bertelsen & Nielsen.